# Jüdischer Friedhof (Hof)
Koordinaten: 50° 18′ 42″ N, 11° 52′ 27″ O

Ansicht des Friedhofs

Der Jüdische Friedhof ist eine jüdische Begräbnisstätte in der Stadt Hof (Saale). Der Friedhof liegt an der Hohensaas in Richtung des Gemeindeteils Wölbattendorf.

## Geschichte
Der 27 Ar große Friedhof, der jüngste jüdische Friedhof in Oberfranken, entstand im Jahr 1911. Vom Taharahaus des Friedhofs sind heute lediglich Reste vorhanden. In der Zeit des Nationalsozialismus wurde er als Lagerplatz einer Baufirma genutzt und nach Ende des Zweiten Weltkrieges als Friedhof wiederhergestellt. Auf dem Friedhof sind in einem Massengrab 142 jüdische KZ-Häftlinge bestattet, an die ein Denkmal erinnert. Wolf Weil, der mit weiteren Familienmitgliedern auch dort begraben liegt, hat maßgeblich zur Schaffung der Erinnerungsstätte beigetragen.